# Hans Kummer
Hans Kummer, né le 4 novembre 1930 à Zurich et mort le 9 mars 2013 à Mettmenstetten, est un zoologiste suisse, considéré comme un pionnier de la primatologie.